# 남흥선
남흥선(南興線)은 평의선에서 갈라져 나오는 지선으로, 맹중리역과 남흥역을 연결하는 철도노선이다.

## 역 목록
- 맹중리역(孟中里驛) - 평의선이나 박천선 환승 가능
- 송도역(松道驛) - 구봉산선 환승 가능
- 남흥역(南興驛)

## 같이 보기
- 평의선
- 구봉산선